# روهوینکل
روهوینکل (به آلمانی: Ruhwinkel) یک شهر در آلمان است که در پلون واقع شده‌است. روهوینکل ۱٬۰۵۱ نفر جمعیت دارد.